# Certificate of Analysis
Das Certificate of Analysis (CoA) (engl. für: Analysenzertifikat) ist gebräuchlich im Pharma- und Chemieindustrieumfeld als ein Nachweis darüber, dass in der Arzneimittelherstellung und chemischen Herstellung eingesetzte und produzierte Chargen den erforderlichen Anforderungen („Spezifikation“) entsprechen. Analysenzertifikate werden für Ausgangsstoffe (Arzneistoffe, pharmazeutische Hilfsstoffe, Packmittel, Industriechemie) wie auch für Arzneimittel ausgestellt. Die Spezifikation legt essentielle Qualitätsmerkmale fest, etwa Identitätsnachweis, Gehalt, zulässige Verunreinigungen, physikalische und pharmazeutisch-technische Merkmale. Viele Qualitätsmerkmale sind in Arzneibüchern oder Branchenbüchern definiert.
Für die Ausstellung eines Certificate of Analysis für Humanarzneimittel ist Dokument EMA/INS/MRA/387218/2011 Rev 5 der European Medicines Agency in allgemeiner Anwendung; Dokumente nach diesem Standard werden in der Regel weltweit akzeptiert.